# Meester van de Vorstenportretten

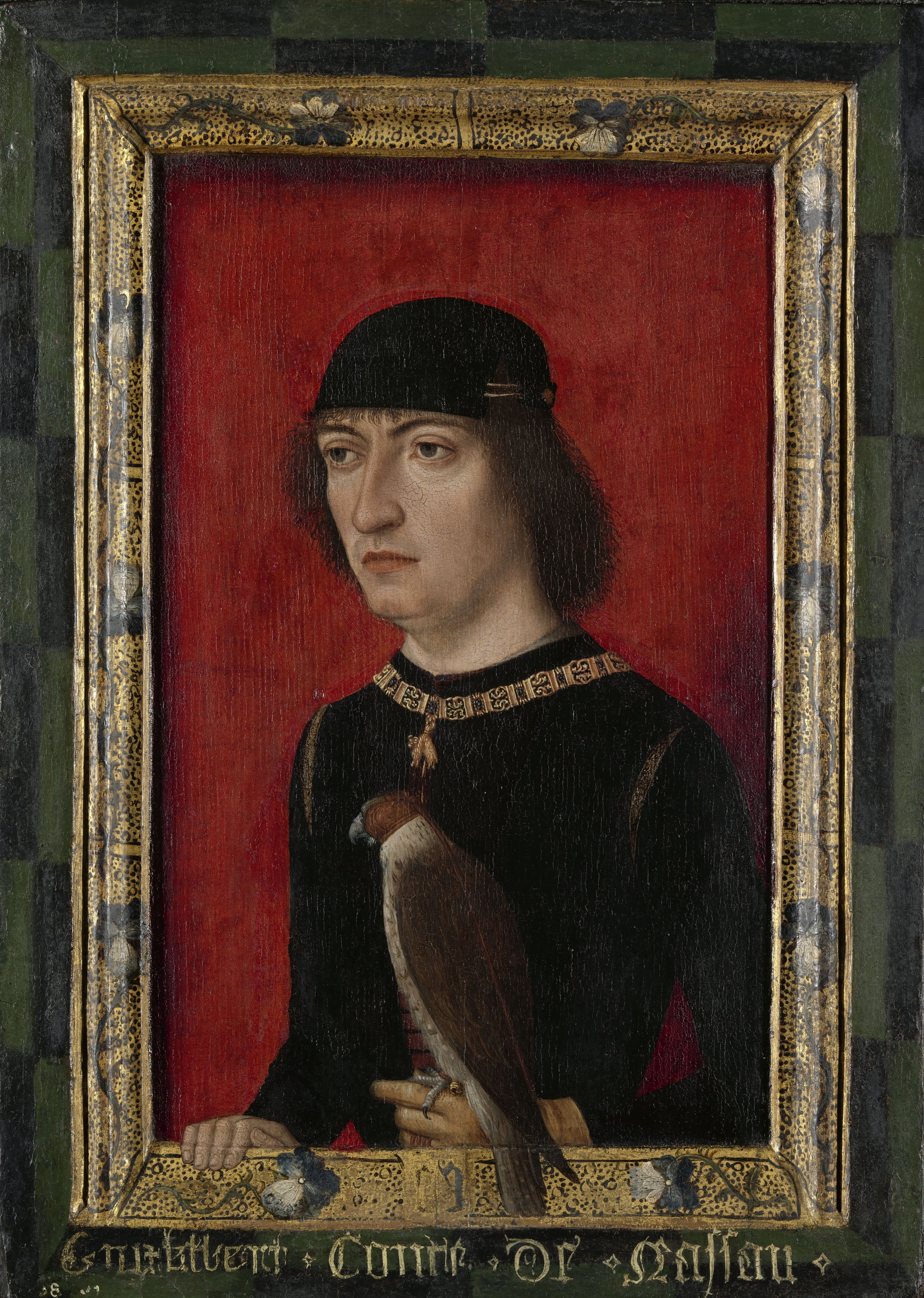
Portret van Engelbert II, graaf van Nassau, ca. 1500, Rijksmuseum, Amsterdam

De Meester van de Vorstenportretten  was een Vlaamse Primitief die werkzaam was in de late 15e eeuw. Verder is er weinig concreets over deze meester geweten. Aangezien hij samengewerkt heeft met de Meester van de Catharinalegende en de Meester van de Barbaralegende aan het Kalvarietriptiek nu in Melbourne, kan men hem in Brussel situeren.

## Toeschrijvingen
De meester kreeg zijn noodnaam in 1926 van Max Jakob Friedländer toen hij het linkerluik van de triptiek van de Mirakels van Christus (National Gallery of Victoria te Melbourne) bestudeerde en concludeerde dat ze van dezelfde hand waren als de portretten van Engelbert van Nassau (Rijksmuseum te Amsterdam), Jonge man van de familie Fonseca (Museum Boijmans Van Beuningen in Rotterdam) en Jan Bossaert (vroeger in het museum van Poznań, sedert 1983 in een privécollectie). Wescher voegde in 1941 nog drie werken aan het oeuvre van de meester toe namelijk de portretten van Filips van Cleve en Adolf van Cleve Ravensteyn (beide in de Staatliche Museen in Berlijn) en het portret van Filips de Schone (Parijs, Musée de la Chasse et de la Nature). In 1969 verwierf het Groeningemuseum het portret van Lodewijk van Gruuthuse.

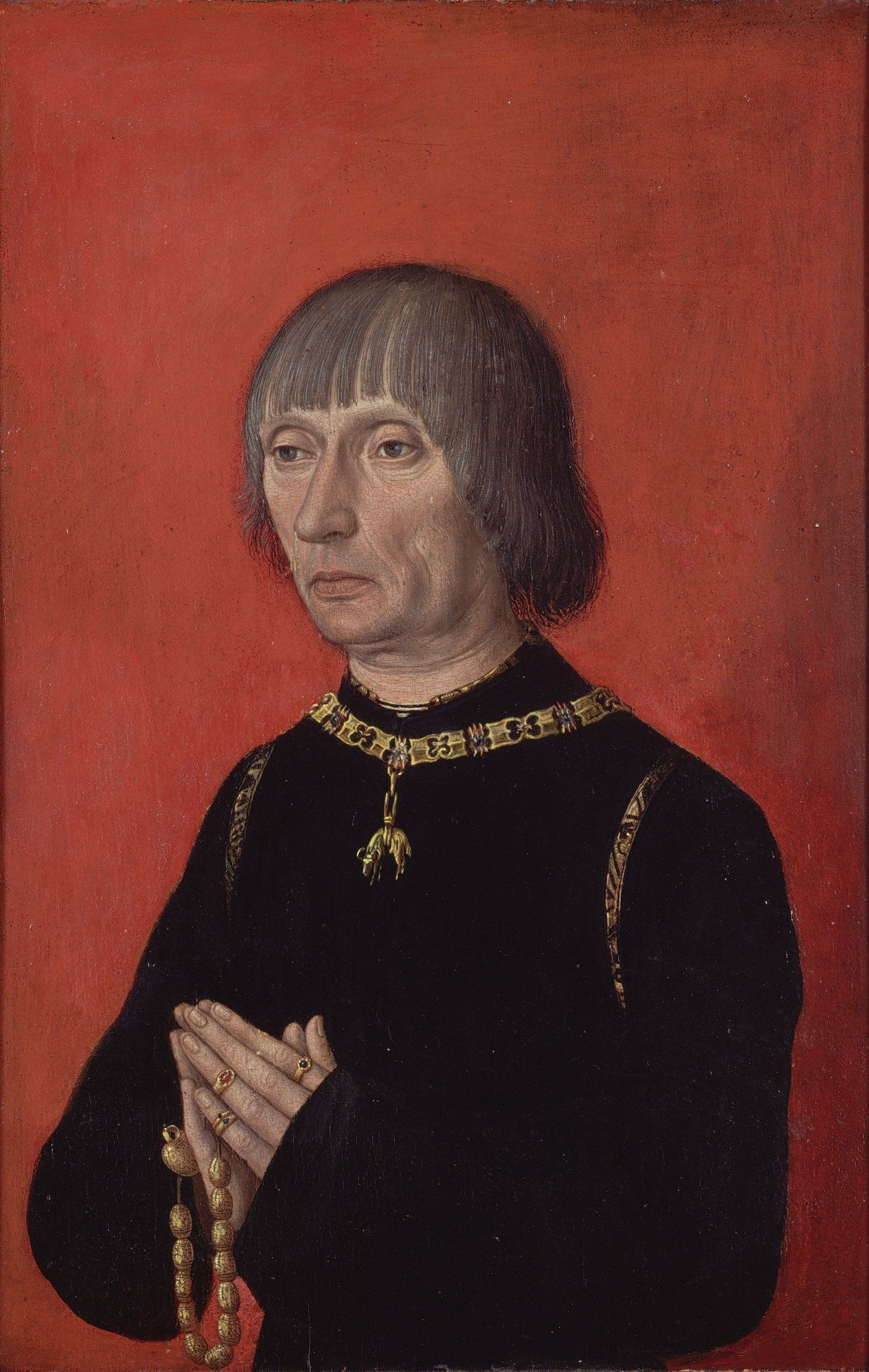
Portret van Lodewijk van Gruuthuse, ca. 1500, Groeninge Museum, Brugge

In 1927 bestudeerde Jeanne Tombu een aantal werken van de anonymus die men de Meester van de Magdalenalegende had genoemd, en volgens haar, in navolging van Georges Hulin de Loo, was de Meester van de Vorstenportretten de jonge Meester van de Magdalenalegende. Dat standpunt werd later bijgetreden door Friedländer. Recentelijk werd deze hypothese weer verlaten en wordt de Bruiloft van Cana op de triptiek van Melbourne door Catheline Périer-D'Ieteren opnieuw toegeschreven aan deze meester evenals de keerzijde van dit paneel dat de Vlucht naar Egypte voorstelt. Ook enkele andere werken die voordien aan de Meester van de Magdalenalegende werden toegeschreven, waaronder verschillende kleine panelen van de Maagd met Kind worden nu als werk van de Meester van de Vorstenportretten gezien.
In een studie uit 2013 wijst men ook een portret van Margaretha van York, bewaard in het Louvre, aan deze meester toe. Dit zou dan het eerste vrouwenportret in het oeuvre van de meester zijn.

## Stijlkenmerken
In zijn portretten plaatst de meester de geportretteerden, allemaal belangrijke personen aan het Bourgondische hof, steeds op dezelfde wijze: in buste driekwart naar links gedraaid en voor een effen achtergrond. Het hoofd en de hals zijn een beetje uit proportie met de rest van het lichaam en komen daardoor fors over. De meester vertrekt van een algemeen schema voor de gezichten die hij dan met zorg personaliseert met trekken eigen aan de persoon. Zijn type gelaat in de mansportretten heeft een stevige lange neus, een brede mond, grote open ogen met donkere pupillen, wat aan zijn modellen een dromerige blik geeft.  Hij heeft soms wat moeite met het perspectief van het rechteroog. Om de aandacht van de toeschouwer op het gezicht te vestigen wordt het hoofd een beetje naar voor geplaatst ten opzichte van de hals en de borst. Bij de mannenportretten is de beenderstructuur van het gezicht vrij geprononceerd uitgewerkt, wet bijdraagt aan de personalisering. De oren worden nooit afgebeeld maar worden systematisch verborgen onder het haar.
De lijst rondom het schilderij maakte, zoals toen gebruikelijk was, integraal deel uit van het schilderij en werd ook door de meester beschilderd. In het portret van Rotterdam, waar de originele lijst bewaard werd, maakt de versiering van de lijst deel uit van de compositie. Dit, samen met de manier van afbeelden van juwelen, doet sommige kunsthistorici denken aan een opleiding als miniatuurschilder van deze  meester. Het is vrij waarschijnlijk dat deze portretten origineel deel uitmaakten van een devotiediptiek met op het andere luik een Madonna met Kind.

## Identificatie
De kunsthistorici hebben verscheidene theses geponeerd die deze meester associëren met bekende schilders, meestal via de ook reeds lang bediscussieerde associatie met de Meester van de Magdalenalegende. Daarbij zijn de namen genoemd van Jan en Pieter van Coninxloo, Beernaert van der Stockt, de zoon van Vrancke van der Stockt en Lieven van Lathem. Geen enkele van deze toeschrijvingen is algemeen aanvaard.

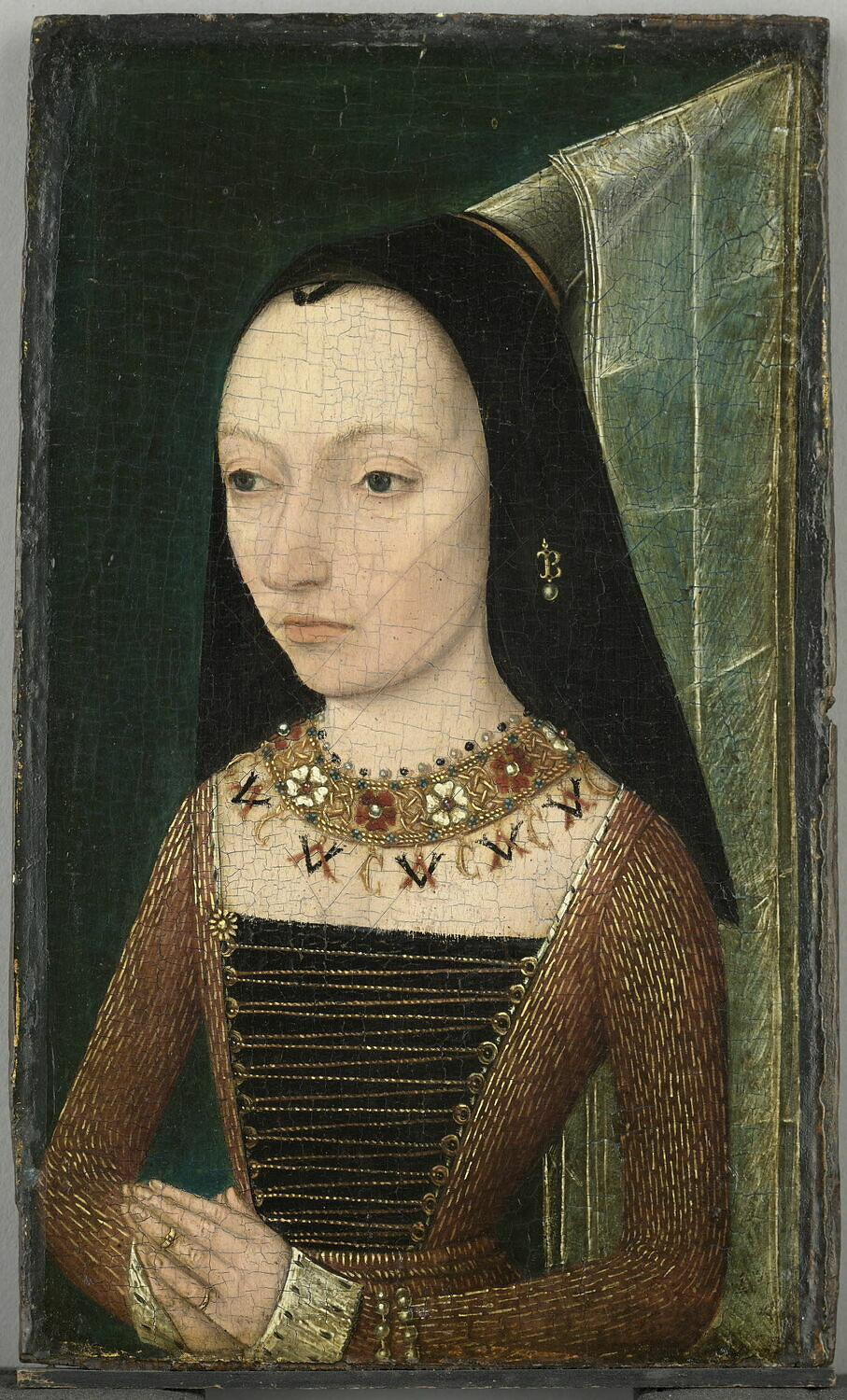
Margaretha van York, Louvre, Parijs

## Werken
- linkerluik van de triptiek van de Mirakels van Christus, National Gallery of Victoria, Melbourne
- Portret van Engelbert II, graaf van Nassau, heer van Breda[11], Rijksmuseum, Amsterdam
- Portret van Jan Bossaert, (vroeger in het museum Nardowe van Poznan) sedert 1983 in een privécollectie
- Portret van Filips van Cleve, Gemäldegalerie, Berlijn
- Portret van Adolf van Cleve Ravenstein, Gemäldegalerie, Berlijn
- Portret van een jongeman uit de Fonseca familie, Museum Boijmans Van Beuningen, Rotterdam
- Portret van Filips de Schone, Musée de la Chasse et de la Nature, Parijs
- Portret van Lodewijk van Gruuthuse, Groeningemuseum, Brugge
- Portret van Adolf van Cleve, Rumillies, collectie de Croy
- Salomon en de koningin van Sheba, Museo Nazionale del Bargello, Florence
- Portret van Margaretha van York, Musée du Louvre, Parijs
- Maagd met Kind (atelier), Koninklijke Musea voor Schone Kunsten, Brussel

## Weblinks
- (nl)  afbeeldingen van toegeschreven werken KIK-IRPA
- (nl)  RKD Biografische gegevens op RKD-Nederlands Instituut voor Kunstgeschiedenis.[12]
- (nl)  Engelbert van Nassau, Afbeelding en informatie op de website van het Rijksmuseum.

- Gemeinsame Normdatei: 123681308
- International Standard Name Identifier: 0000 0004 4887 9042
- RKD-Nederlands Instituut voor Kunstgeschiedenis: 53727
- Union List of Artist Names: 500032321
- Virtual International Authority File: 67379798
- WorldCat: E39PBJkdpcqMbMtKBkKr3yhCQq